# Sant Pere Pescador
Sant Pere Pescador település Spanyolországban, Girona tartományban. Sant Pere Pescador Castelló d’Empúries, L'Escala, L’Armentera, Torroella de Fluvià és Vilamacolum községekkel határos. Lakosainak száma 2241 fő (2024).

## Népesség
A település népessége az elmúlt években az alábbi módon változott:
| Lakosok száma | 470  | 1037 | 1122 | 963  | 1130 | 1618 | 2029 | 2138 | 2042 | 2241 |
|               | 1717 | 1887 | 1936 | 1960 | 1986 | 2004 | 2009 | 2014 | 2019 | 2024 |